# Benton Harbor
Benton Harbor is een plaats (city) in de Amerikaanse staat Michigan, en valt bestuurlijk gezien onder Berrien County.

## Demografie
Bij de volkstelling in 2000 werd het aantal inwoners vastgesteld op 11.182.
In 2006 is het aantal inwoners door het United States Census Bureau geschat op 10.641, een daling van 541 (-4,8%).

## Geografie
Volgens het United States Census Bureau beslaat de plaats een oppervlakte van
11,6 km², waarvan 11,4 km² land en 0,2 km² water. Benton Harbor ligt op ongeveer 192 m boven zeeniveau.

## Geboren
- Ernie Hudson (1945), acteur
- Iris Kyle (1974), bodybuildster

## Plaatsen in de nabije omgeving
De onderstaande figuur toont nabijgelegen plaatsen in een straal van 12 km rond Benton Harbor.